# Merel Smulders
Merel Smulders (n. 23 ianuarie 1998, Nijmegen, Gelderland, Țările de Jos) este o sportivă ce a reprezentat Țările de Jos, medaliată olimpică. A participat la o ediție a Jocurilor Olimpice (2020) în care a câștigat o medalie de bronz.

## Participări
Lista de mai jos prezintă principalele competiții la care a participat Merel Smulders de-a lungul carierei.
- Ciclism la Jocurile Olimpice de vară din 2020 - Cursa feminină BMX[3]